# Автогонка Париж — Руан

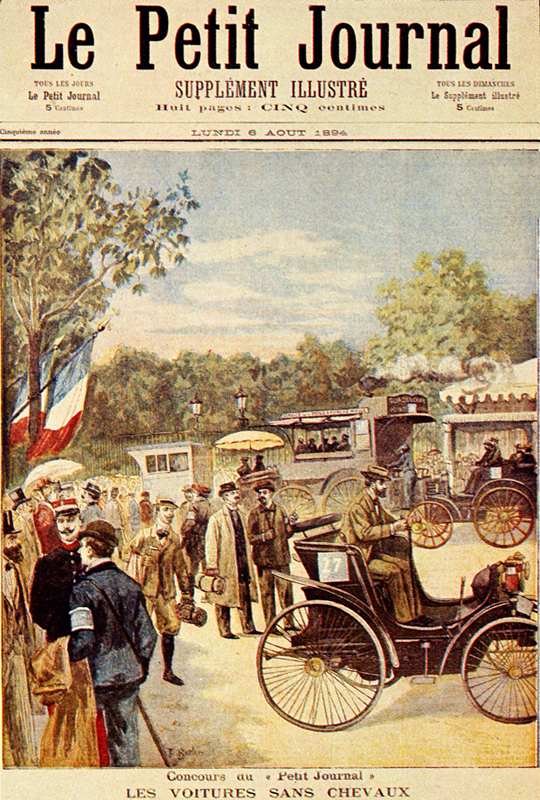
Обложка газеты Le Petit Journal от 6 августа 1894 года

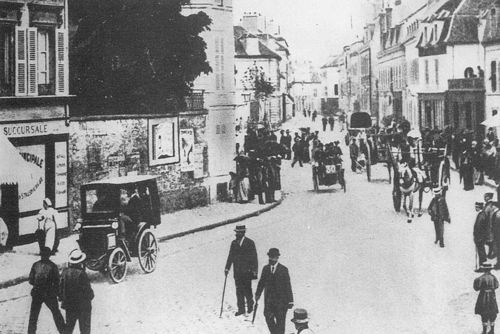
Автомобили участников гонки в Манте

Автогонка Париж — Руан — соревнование, которое называют первыми в истории автомобильными гонками, прошедшее 22 июля 1894 года. «Энциклопедия Брокгауза и Ефрона» называет его «эпохой в развитии автомобиля».

## Условия и квалификационные заезды
Соревнование было организовано газетой Le Petit Journal, основной его частью был автопробег Париж-Руан на расстояние 126 километров, которое нужно было пройти за время, не превышающее 8 часов. Автопробегу предшествовали выставка автомобилей и квалификационные заезды. Условием получения первого приза была демонстрация экипажем «наилучшей комбинации безопасности, экономии и удобства в управлении». Считается, что это соревнование не было автогонкой в традиционном понимании этого слова, но было соревнованием того типа, которые позже стали называть «испытанием на надёжность». Призовой фонд соревнования составил 10 тысяч франков. Занявшие первые пять мест должны были получить призы 5 000, 2 000, 1 500, 1 000 и 500 франков соответственно.
Желающие участвовать в гонках должны были заплатить вступительный взнос по 10 франков с машины, было подано 102 заявки, среди которых были автомобили с бензиновыми, керосиновыми, паровыми и электрическими двигателями, однако на отборочный тур, проходивший 18 июля, не явилось большинство участников, в том числе использовавших различные экзотические технологии, такие как «сжатый воздух», «гравитацию», педальный привод и т. п. В результате на участие в пробеге претендовали 25 автомобилей.
С 19 по 21 июля 1894 года проходили квалификационные заезды: участники должны были проехать дистанцию в 50 км не более чем за 4 часа по одному из семи маршрутов:
- Париж — Сен-Жермен — Флен — Мант;
- Париж — Пуасси — Триэль[англ.] — Мант;
- Париж — Рамбуйе;
- Париж — Версаль — Палезо — Корбей;
- Париж — Преси-сюр-Уаз[англ.];
- Париж — Безон — Мезон-Лаффит — Мант;
- Париж — Пуасси — Париж.

Из принявших участие в квалификационных заездах 25 экипажей их удалось успешно пройти 21 участнику (14 машин с бензиновыми двигателями и 7 — с паровыми).
Сами соревнования 22 июля проходили по следующему графику:
- 08:00 — старт от Порте-Майо[фр.] в Париже;
- 12:00 — 13:30 — обед в Манте;
- 20:00 — финиш в Руане[9].

## Ход соревнований
До Манта добрались 20 машин. Победителем был признан Альбер Леметр на автомобиле Peugeot. Второе место было присуждено графу Жюлю-Альберу де Дьону на паровом автомобиле своего производства De Dion-Bouton. Третьим в Мант прибыл Эмиль Левассор (на Panhard-Levassor), четвёртым — Огюст Дорьо, один из инженеров Peugeot (на Peugeot), пятым — сын компаньона Левассора Рене Панара Ипполит (на Panhard-Levassor).
До Руана дошли только 17 машин. Первым был Альбер де Дьон, сумевший обогнать Леметра. Чтобы добраться до финиша, ему понадобилось 6 часов 48 минут, его средняя скорость составила около 19 километров в час. Однако его не признали победителем, сочтя, что паровой автомобиль де Дьона «слишком громоздкий» (требует разведения и поддержания огня в топке) и что паровые автомобили в целом являются недостаточно надёжными (из семи стартовавших в пробеге «паровиков» финишировали только три, в то время как автомобили с бензиновыми двигателями дошли до финиша в полном составе). Первый приз по решению жюри был разделен между автомобилями марок Peugeot и Panhard-Levassor.
Десять пришедших первыми были:
- Альбер де Дьон. De Dion-Bouton;
- Жюль-Альбер Леметр. Peugeot;
- Огюст Дорьо. Peugeot;
- Ипполит Панар. Panhard-Levassor;
- Эмиль Левассор. Panhard-Levassor;
- Эмиль Кройтлер[фр.]. Peugeot;
- Эмиль Майад[англ.]. Panhard-Levassor;
- А. Ле Брён. Le Brun с двигателем Peugeot;
- Гратьен Мишо[фр.]. Peugeot;
- П. Дюбуа. Panhard-Levassor.

Во время гонки были сбиты семь собак и один велосипедист.